# Vasalemma kommun
Vasalemma kommun (estniska: Vasalemma vald) var en tidigare kommun i  landskapet Harjumaa i nordvästra Estland. Kommunen låg cirka 40 kilometer sydväst om huvudstaden Tallinn. Småköpingen Vasalemma utgjorde kommunens centralort.
Den militära flygplatsen Ämari flygbas låg i den nordvästra delen av kommunen.
Kommunen uppgick den 23 oktober 2017 i den då nybildade Lääne-Harju kommun.

## Geografi

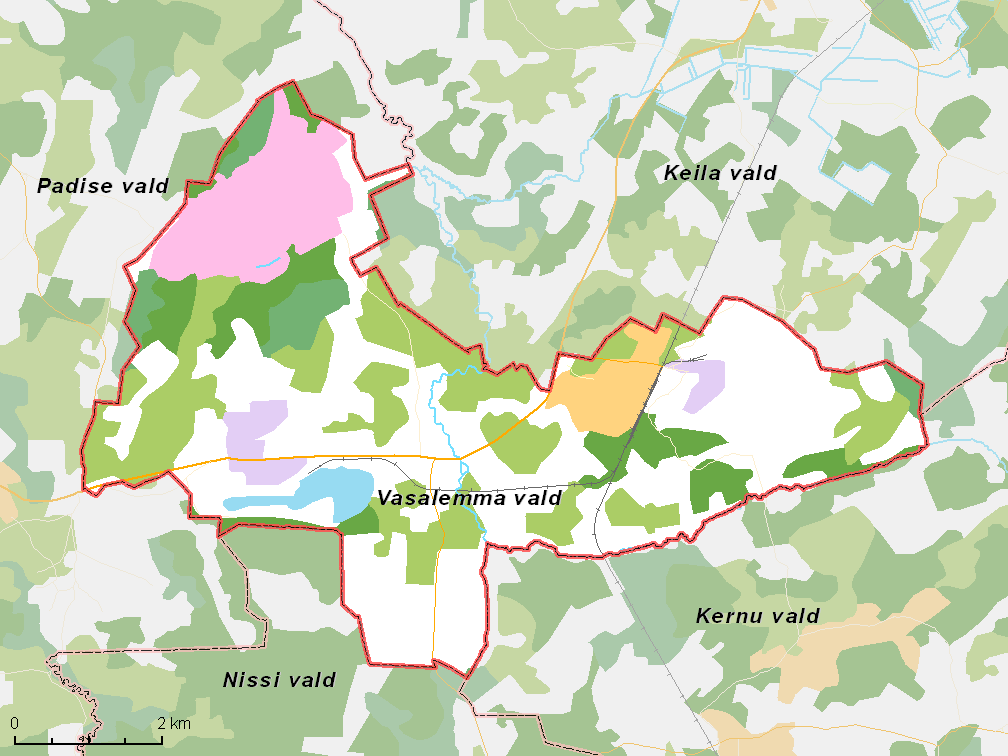
Översiktlig karta över den dåvarande kommunen.

## Orter
I dåvarande Vasalemma kommun fanns tre småköpingar och två byar.

### Småköpingar
- Rummu
- Vasalemma
- Ämari

### Byar
- Lemmaru
- Veskiküla